# Reiner Marz
Reiner Marz (* 16. August 1958 in Rheinzabern) ist ein deutscher Politiker (Bündnis 90/Die Grünen).

## Leben und Beruf
Nach dem Abitur 1977 am Wirtschaftsgymnasium in Landau/Pfalz absolvierte Marz ein Studium der Politikwissenschaft und der Germanistik an der Universität Trier, welches er 1986 als Magister artium (M.A.) beendete. Ab 1987 baute Reiner Marz das Projekt „Umwelterziehung“ am Schullandheim der Stadt Saarbrücken in Weiskirchen auf. Von 1990 bis 2001 war er Geschäftsführer der grünen Ratsfraktion in Trier. Seit 2007 ist Reiner Marz als Quereinsteiger im Schuldienst. Er unterrichtet die Fächer Deutsch und Sozialkunde/Wirtschaftslehre an der Berufsbildenden Schule für Ernährung, Hauswirtschaft und Sozialpflege in Trier.
Seit 2019 ist Reiner Marz auch  Fachleiter für Deutsch am staatlichen Studienseminar für berufsbildende Schulen in Trier.
Reiner Marz hat fünf Kinder. Er ist Mitglied des Verbandes der Lehrerinnen und Lehrer an berufsbildenden Schulen (vlbs).

## Partei
1984 wurde Marz Mitglied der Partei Die Grünen. Von 1996 bis 2000 war er Sprecher des Landesvorstandes von Bündnis 90/Die Grünen in Rheinland-Pfalz.

## Abgeordneter
Von 2001 bis 2006 war er Mitglied des Landtages von Rheinland-Pfalz und in dieser Zeit auch stellvertretender Vorsitzender der Landtagsfraktion Bündnis 90/Die Grünen. Er war Mitglied im Sozialausschuss und im Petitionsausschuss. Er bearbeitete vor allem die Themen Soziales, Gesundheit, Kommunales und Antidiskriminierungspolitik. Darüber hinaus war Reiner Marz Vorsitzender des parlamentarischen Untersuchungsausschusses „Heimerziehung statt Untersuchungshaft“.
Als Mitglied der Landtags-Enquète „Kommunales“ hat er maßgeblich an der Verankerung des Konnexitätsprinzips in der Verfassung des Landes Rheinland-Pfalz mitgewirkt.
Reiner Marz war über die Landesliste in den Landtag eingezogen.
Reiner Marz war von 1989 bis 2001 Mitglied des Rates der Stadt Trier. Am 7. Juni 2009 und am 25. Mai 2014 wurde er erneut in dieses Gremium gewählt. Er schied mit Wirkung zum 30. Juni 2018 vorzeitig aus dem Stadtrat aus. Am 30. August 2018 wurde ihm in einer feierlichen Ratssitzung der Ehrenring der Stadt Trier verliehen.